# Oncicola gigas
Oncicola gigas är en hakmaskart som beskrevs av Meyer 1931. Oncicola gigas ingår i släktet Oncicola och familjen Oligacanthorhynchidae. Inga underarter finns listade i Catalogue of Life.